# تشيدي نجوكواني
تشيدي جودسون نجوكواني (بالإنجليزية: Chidi Godson Njokuani؛ مواليد 31 ديسمبر 1988) هو مُقاتل فنون قتالية مختلطة أمريكي.

## وصلات خارجية
- تشيدي نجوكواني على موقع يو إف سي (الإنجليزية)